# مصر علیا

نقشه مصر علیا و سفلی

مصر علیا یا مصر بالاتر (در عربی: صعید مصر) منطقه‌ای در جنوب مصر کنونی است. از هنگامه‌های دور، رود نیل بیشترین توجه را در میان مصریان ایجاد می‌کرده است و به همین دلیل، این بخش را «مصر علیا» می‌نامیده‌اند.
رود نیل از مرکز آفریقا (جایی که دریاچه‌های بزرگ قرار دارند) سرچشمه می‌گیرد و پس از در نوردیدن مصر به سوی شمال، در دلتای نیل به دریای مدیترانه می‌ریزد. از روی قانون حرکت آب‌ها روی زمین می‌توان پی برد که جنوب مصر بالاتر از شمال آن قرار دارد. این می‌تواند دلیلی برای آن باشد که مصر علیا در جنوب آن، از گورستان تبس تا سد اسوان و آغاز نوبیه، قرار گرفته‌است.
نماد مصر علیا تاج سپید رنگ هچت بوده‌است.

## شهرهای مصر علیا
- سینوپولیس
- ابیدوس
- قفط
- تبس
  - اقصر
  - کارناک
- اسنا
- ادفو
- اسوان
  - الفانتین
  - فیله